# X questa notte
X questa notte è il secondo EP del rapper italiano Tredici Pietro, pubblicato il 21 aprile 2021 dall'etichetta Universal Music Italia.

## Descrizione
È il secondo EP del rapper, questa volta è stato prodotto interamente dal producer Andry The Hitmaker a seguito del litigio con il producer Mr. Monkey.
I featuring presenti sono: Nayt, Giaime e Mecna.
È stato annunciato dal singolo Oro il 14 aprile precedente; nel singolo Dall'alto presenta i vocalizzi della cantante Roshelle.

## Tracce
1. Intro — 1:46
2. Oro (feat. Mecna) — 2:58
3. Male — 2:46
4. Bolo — 3:10
5. No Prob (feat. Nayt) — 2:57
6. Mare (feat. Giaime) — 2:21
7. Dall'alto — 3:20